# Mesoleius tarsalis
Mesoleius tarsalis är en stekelart som först beskrevs av Cresson 1868.  Mesoleius tarsalis ingår i släktet Mesoleius och familjen brokparasitsteklar. Inga underarter finns listade i Catalogue of Life.